# Raphaël Gagné
Raphaël Gagné (nascido em 16 de julho de 1987) é um ciclista canadense. Especializado em ciclismo de montanha, Gagné competiu nos Jogos Pan-Americanos de 2015.